# El-Omari
|  |

El-Omari es el nombre que se da a una cultura neolítica surgida en el Egipto predinástico alrededor de 4600-4400 a. C. El asentamiento se encuentra cerca de El Cairo, a 5 km de Helwan. Los resultados de su estudio no se publicaron hasta 1990.
Fue descubierto en 1924 por Amin El-Omari y Paul Bovier-La pierre. Bovier-La pierre estuvo excavando en 1925, pero la investigación se detuvo hasta 1943, fecha en que Fernand Debono continuó los trabajos durante tres temporadas: 43, 48 y 51. Actualmente el lugar no puede ser estudiado, ya que parte está bajo la carretera Heliópolis-Helwan y parte, la llamada Gebel Hof, en un polígono militar.
El asentamiento está situado en una terraza de grava en el final del Uadi Hof. Según Debono, El sitio muestra una comunidad en evolución, que comenzó con una economía basada en la pesca y la caza y se convirtió en un pueblo agrícola y ganadero. La datación de carbono proporciona un periodo comprendido entre 4795 a. C. y 4465 a. C., lo que significa que esta cultura es contemporánea con las de Merimde y Fayum A. Probablemente también es contemporánea con Naqada I  y el principio de Naqada II.
De los poblados ha quedado muy poco. Por lo encontrado, las viviendas eran de adobe, apenas ha perdurado algún resto de ellas. En los pozos existentes se han encontrado semillas de trigo y cebada, lo que hace suponer que se usaban como silos. Entre los restos de animales hay una mayoría de vacas, ovejas y cerdos; también hay lino, así como otras hierbas usadas en cestería. Las herramientas encontradas son líticas, un conjunto de bifaces, puntas de flecha y hoces. La cerámica es de color rojo o negro, sin apenas decoración.
Hay una necrópolis cerca de cada poblado. Los cuerpos fueron envueltos en esteras y colocados en posición fetal, apoyados sobre el costado izquierdo y con la cabeza hacia el sur. A su lado depositaban una vasija de barro. 